# Phạm Hòa Bình
Phạm Hòa Bình (sinh ngày 13 tháng 8 năm 1954) là một sĩ quan cao cấp của Quân đội nhân dân Việt Nam, hàm Thiếu tướng, nguyên Phó giám đốc Bệnh viện Trung ương Quân đội 108. Ngoài ra, ông là một Phó Giáo sư, Tiến sĩ Y khoa, được tặng danh hiệu Thầy thuốc Nhân dân.

## Tiểu sử
Phạm Hòa Bình sinh ngày 13 tháng 8 năm 1954 tại xã Yên Trạch, huyện Phú Lương, tỉnh Thái Nguyên. Cha ông là Giáo sư, Tiến sĩ, Thiếu tướng Phạm Gia Triệu, một Thầy thuốc Nhân dân và là bác sĩ quân y đầu tiên được phong tặng danh hiệu Anh hùng Lực lượng vũ trang nhân dân. Từ năm 1965 đến năm 1970, ông học tập tại Trường Thiếu sinh quân Nguyễn Văn Trỗi. Đến năm 1971 thì ông theo học tại Đại học Quân y. Sau khi tốt nghiệp vào tháng 8 năm 1978, ông được điều về Khoa B7 - Khoa Phẫu thuật thần kinh của Viện Quân y 108, nơi cha ông đang công tác. Năm 1986, ông thi nghiên cứu sinh và được cử đi học tại Viện Phẫu thuật Thần kinh mang tên Burdenko, nơi cha ông đã từng học và bảo vệ thành công luận văn Tiến sĩ Y khoa nhiều năm trước.
Năm 2009, ông được phong hàm Thiếu tướng. Năm 2012, khi đang đảm nhiệm Phó giám đốc Bệnh viện Trung ương Quân đội 108, ông được phong tặng danh hiệu Thầy thuốc Nhân dân.

## Gia đình
Vợ của Phạm Hòa Bình mất vào năm 1987 trong một vụ rơi máy bay quân sự. Hai người có với nhau một người con trai là Phạm Ngọc Minh sinh năm 1981, hiện là bác sĩ quân y – phẫu thuật viên của Khoa Phẫu thuật Hàm-Mặt và Tạo hình, Bệnh viện Trung ương Quân đội 108.